# Масленко Павло Федорович
Павло Федорович Масленко (1890 — 1937) — український радянський діяч, відповідальний секретар Чернігівського окружного комітету КП(б)У, голова Донецької обласної ради профспілок. Член ЦК КП(б)У в листопаді 1927 — серпні 1937 р.

## Біографія
Працював робітником.
Член РСДРП(б) з січня 1917 року.
До 1923 року — відповідальний секретар Старобільського повітового комітету КП(б)У Харківської губернії.
У 1923 — лютому 1924 року — відповідальний секретар Старобільського окружного комітету КП(б)У. Потім — на партійній роботі в Донбасі.
У 1928—1930 роках — відповідальний секретар Чернігівського окружного комітету КП(б)У. З 28 серпня по вересень 1930 року — відповідальний секретар Миколаївського окружного комітету КП(б)У.
У 1930—1932 роках — відповідальний секретар Миколаївського міського комітету КП(б)У. У 1932 році — відповідальний секретар Луганського міського комітету КП(б)У.
До 1935 року — голова Донецької обласної ради професійних спілок.
До 1937 року — 3-й секретар Донецького обласного комітету КП(б)У.
1937 року заарештований органами НКВС. 26 вересня 1937 року засуджений за «2-ю категорією». Посмертно реабілітований.